# Vladimir Sedov
Vladimir Sedov (Üştöbe, 2 marzo 1988 – Dostyk, 26 giugno 2023) è stato un sollevatore kazako.

## Biografia
Nel 2006 fu sospeso da tutte le competizioni, dopo la sua positività riscontrata ai controlli antidoping. La sanzione fu revocata il 18 maggio 2008 ed egli poté così prendere parte alle Olimpiadi estive del 2008. Durante l'evento sollevò 180 kg nello snatch e 200 kg nel clean and jerk, per un totale di 380 kg. Si piazzò al quarto posto, venendo battuto per soli tre chilogrammi dall'armeno Tigran Vardan Martirosyan. Nel 2009 vinse i Campionati mondiali di sollevamento pesi, tenutisi a Goyang, nella categoria maschile sotto i 94 kg con un totale di 402 kg, battendo l'azero Nizami Pashayev di quindici chilogrammi.
Nel 2016 vinse i Campionati Asiatici di Tashkent con 175 kg nello snatch e 211 kg nel clean and jerk per un totale di 386 kg. Ma il 17 novembre dello stesso anno, il Comitato Olimpico Internazionale fece analizzare nuovamente i suoi campioni del 2008, che risultarono positivi allo stanozololo. Vennero annullati i suoi risultati ai Giochi Olimpici del 2008 e tutte le prestazioni successive. Egli inoltrò diverse procedure di ricorso, ma inutilmente. La sospensione gli impedì di diventare allenatore.

## Vita privata
Il 7 luglio 2013 sposò la sollevatrice Svetlana Podobedova. La coppia divorziò nel 2015.
Sedov è morto suicida nel 2023. Aveva 35 anni.